# ダフニ修道院

聖堂内のモザイク

ダフニ修道院（ダフニしゅうどういん、希：Μονὴ τῆς Δάφνι/Δάφνιον）は、ギリシア共和国のアテネ近郊、ダフニにある中期ビザンティン建築の修道院。現在は中央聖堂のみが残る。中央聖堂は11世紀末の建設と考えられているが、修道院自体の設立は5世紀から6世紀の間と推定される。
11世紀のモザイクが残るたいへん重要な聖堂であるが、地震によって損壊し、現在は長い修復の最中である。1990年、他の2つの修道院とともにユネスコの世界遺産に登録された（登録名は「ダフニ修道院、オシオス・ルカス修道院、ヒオス島のネア・モニ修道院」）。

## 歴史
ダフニ修道院は、ビザンティン建築の基準からすると比較的大きな修道院であるにもかかわらず、設立の記録などは全く残されていない。従って、修道院がどのような歴史をたどってきたかは、ほとんどわからない。
修道院は、アテネの北西11kmの場所に設立されている。この場所は、アテナイからエレウシスを結ぶ途上にあり、古代にはアポロ・ダフネイオスの神域があったが、この神域は395年にゴート族によって破壊された。敷地の考古学的調査によって、5世紀頃に建設されたと考えられるバシリカの遺構が発見されているので、修道院自体もこの頃に設立されたと考えられる。また、後にユスティニアヌス1世によって完成された、高さ8m、一辺97mの正方形の大市壁の北辺に位置していたことも分かっている。最初の修道院は、7世紀から8世紀頃のスラブ人の侵入によって放棄されたが、ミカエル7世ドゥーカスからアレクシオス1世コムネノスの時代に再建された。今日残る中央聖堂はその時に建設されたもので、モザイクの様式から 1075年から1100年頃に建設された、「神の母」に捧げられたものと考えられている。
1205年にラテン帝国が建設されると、アッティカ一帯はボニファチオが打ち立てたテッサロニキ王国の影響下に入り、ダフニ修道院は、1207年にアテネ公国のラ・ロシュのオトンによって、ベルヴォーの大司教が管理するカトリックの聖堂になった。その時に中央聖堂の外ナルテクスと区画塀が敷設され、モザイクはほとんど無傷のまま残されたが、中央ドームの『パントクラトール』の一部が破損した。
1458年になるとオスマン帝国がこの聖堂を押収、東方正教の修道院に回復されたが、財務の逼迫によって徐々に荒廃していった。1821年にトルコ政府によって解放されるものの、修復工事はようやく1888年に始まった。

## 構造
中央聖堂は、中期ビザンティン建築の形態のひとつであるスクィンチ式教会堂である。スクィンチによって支えられるドームは、直径7.5mで、オシオス・ルカス修道院の中央聖堂とほとんど同じ平面を有する。ただし、ダフニ修道院では、幅の広い外ナルテクスが追加されている。
外壁は、やはりオシオス・ルカスと同じくクロワゾネ積みとなっているが、オシオス・ルカスよりも目地が整っているため、端正で洗練された印象を受ける。

## 内部装飾
ダフニ修道院の中央聖堂には、現在も11世紀に作成されたモザイクが残る。これはたいへん貴重なものである。